# Бернштейн, Мишель
Мишель Бернштейн (фр. Michèle Bernstein; род. 28 апреля 1932, XVI округ Парижа) — французская писательница, одна из сооснователей Ситуационистского Интернационала (S.I.).

## Жизнь и творчество
Мишель Бернштейн родилась в Париже, в семье выходцев из России еврейского происхождения. В студенческие годы в Сорбонне вошла в контакт с группой студентов, литераторов и политических активистов левых взглядов, образовавших группу под названием «Леттристский Интернационал», в которую также входил молодой французский художник и теоретик искусства Ги Дебор. В 1954 году Мишель и Ги Дебор женятся. В 1957 году часть членов этого «Интернационала», вместе с супругами Дебор, объединяются с международной группой художников CoBrA, образовав так называемый «Ситуационистский Интернационал», во Франции возглавляемый Ги Дебором и насчитывающий до 40 членов. Из печати выходит орган движения Internationale situationniste, для которого Мишель пишет статьи (зачастую совместно с Ги Дебором). Одним из основополагающих принципов группы была декоммерциализация искусства: созданные её членами произведения не должны были поступать для торговли и наживы (что послужило поводом для исключения из неё Асгера Йорна). В конце 1957 года Мишель Бернштейн пишет роман в расчёте поправить финансовое положение группы. Вышедший из печати в 1960 году Tous les chevaux du roi, написанный в стиле произведений Франсуазы Саган, становится бестселлером. В 1961 году за ним следует второй роман, созданный в модной тогда стилистике «нового романа» и близкий к сочинениям Алена Роб-Грийе.
В 1967 году с началом Шестидневной войны на Ближнем Востоке политические взгляды и оценки Мишель Бернштейн этой войны вошли в противоречие с настроениями других членов группы, и она выходит из «Ситуационистского Интернационала». В том же году, после одиннадцати лет брака, Ги Дебор уходит от Мишель к Алисе Беккер-Хо, которая была на десять лет моложе его жены. Тем не менее Мишель помогает Дебору в ноябре 1967 года издать его книгу «Постановочное общество», вышедшую в свет перед революционными событиями в Париже в мае 1968 года.
В 1972 году состоялся уже официальный развод Мишель и Ги Дебора. В следующем году она встречает британского художника Ральфа Рамни и в том же году выходит за него замуж, получив в результате британское гражданство. Рамни был также одним из основателей S.I., но вышел из этого движения ещё в 1958 году. Мишель пишет в различных газетах статьи, в том числе о конных скачках и для рекламы. В 1982 году они с Рамни переезжают в Англию. В течение 14 лет, до 1996 года, писательница писала статьи и фельетоны для французской газеты «Libération». В 2000-е годы она вновь живёт в Париже.

## Сочинения (избранное)
- Все кони короля (Tous les chevaux du roi). Roman. Paris: Buchet/Chastel, 1960 (повторное издание Paris: Allia, 2004)
- Ночь (La Nuit). Roman. Paris: Buchet/Chastel, 1961 (повторное издание Paris: Allia, 2013)
- Никаких споров (1955), в: Guy Debord präsentiert Potlatch : 1954—1957 ; Informationsbulletin der Lettristischen Internationale; mit einem Dokumentenanhang. Aus dem Franz. von Wolfgang Kukulies. Berlin : Ed. Tiamat, 2002, S. 318 f.
- Никаких бесполезных новостей (1958), в: Situationistische Internationale (изд.): Situationistische Internationale : 1958—1969 ; gesammelte Ausgaben des Organs der Situationistischen Internationale. Band 1. издание на немецком языке. Hamburg : MaD-Verlag, 1976, S. 30-32
- Сансет-бульвар (Sunset Boulevard) (1962), в: Situationistische Internationale (изд.): Situationistische Internationale : 1958—1969 ; gesammelte Ausgaben des Organs der Situationistischen Internationale. Band 1. издание на немецком языке. Hamburg : MaD-Verlag, 1976, S. 30-32
- Gaston Bachelard, Michèle Bernstein: Йорн Вемэр (Jorn Wemaëre). Paris 1960 (пояснение к «Le long voyage» et les autres tapisseries d’Asger Jorn et Pierre Wemaëre.)
- Ситуационистский Интернационал (The Situationist International), в: «The Times Literary Supplement», 2. September 1964 link